# Tyrrell 015
O 015 é o modelo utilizado da Tyrrell na temporada de 1986 a partir do GP de Mônaco de Fórmula 1. Condutores: Martin Brundle e Philippe Streiff. 

## Resultados[1]
(legenda) 
| Ano  | Chassi | Motor                 | N° | Pilotos          | 1   | 2   | 3   | 4     | 5     | 6    | 7     | 8     | 9   | 10    | 11  | 12    | 13   | 14    | 15    | 16  | Pontos  | Posição |  |
| ---- | ------ | --------------------- | -- | ---------------- | --- | --- | --- | ----- | ----- | ---- | ----- | ----- | --- | ----- | --- | ----- | ---- | ----- | ----- | --- | ------- | ------- |  |
|      |        |                       |    |                  |     |     |     |       |       |      |       |       |     |       |     |       |      |       |       |     |         |         |  |
|      |        |                       |    |                  | BRA | ESP | SMR | MON   | BEL   | CAN  | EUA   | FRA   | GBR | GER   | HUN | AUT   | ITA  | POR   | MEX   | AUS |         |         |  |
| 1986 | 015    | Renault EF15 V6 Turbo | 3  | Martin Brundle   |     |     |     | Ret G | Ret G | 9 G  | Ret G | 10 G  | 5 G | Ret G | 6 G | Ret G | 10 G | Ret G | 11 G  | 4 G | 91 (11) | 7º      |  |
| 1986 | 015    | Renault EF15 V6 Turbo | 4  | Philippe Streiff |     |     |     | 11 G  | 12 G  | 11 G | 9 G   | Ret G | 6 G | Ret G | 8 G | Ret G | 9 G  | Ret G | Ret G | 5 G | 91 (11) | 7º      |  |

↑1  Brundle marcou 2 pontos com o Tyrrell 014.